# Ізюмська провінція
 Ізюмська провінція — адміністративна одиниця в Слобідсько-Українській губернії Російської імперії. Існувала протягом 1765—1780 років.
Адміністративним центром був м. Ізюм.

## Географія
Ізюмська провінція межувала на заході з Харківською провінцією, на північному сході з Острогозькою провінцією.

## Історія
Ізюмська провінція була утворена 1765 року відповідно до царського маніфесту, за яким з 5-ти слобідських козацьких полків утворювалась Слобідсько-Українська губернія, а полки перетворювались на цивільні адміністративні одиниці — провінції. Провінція була утворена з Ізюмського слобідського козацького полку.
У 1780 році Ізюмська провінція перестає існувати у зв'язку з переформуванням Слобідсько-Української губернії у Харківське намісництво. На території провінції сформовані повіти, такі як: Ізюмський, Куп'янський.

## Адміністративний поділ
Провінція поділялася на комісарства:
- Ізюмське комісарство (Ізюм). В кінці 1779 року частково передано до Воронізького намісництва (без Ізюма);
- Балаклійське комісарство (Балаклія);
- Печенізьке комісарство (Печеніги). В кінці 1779 року частково передано до Воронізького намісництва (без Печенігів);
- Купенське комісарство (Купенск). В кінці 1779 року передано до Воронізького намісництва;
- Сватівське комісарство (Сватова Лучка). В кінці 1779 року передано до Воронізького намісництва.